# Station Walton-on-the-Naze
Walton-on-the-Naze is een spoorwegstation van National Rail in Tendring in Engeland. Het station is eigendom van Network Rail en wordt beheerd door Greater Anglia. 